# مبطئ (كيمياء)
المبطئ هو عامل كيميائي يبطئ تفاعل كيميائي ما. على سبيل المثال، يتم استخدام مثبطات لإبطاء تصلب المواد الكيميائية البلاستيكية مثل ألواح الحائط والخرسانة والمواد اللاصقة.
يعمل ماء السكر كمبطئ لتقسية الخرسانة. ويمكن استخدامه لتأخير التقسية الكيميائية للسطح بحيث يمكن غسل الطبقة العليا لكشف الركام الأساسي.